# Контамин, Теодор
Теодор де Контамин (фр. Théodore de Contamine; 1773—1852) — французский военный деятель, лагерный маршал (1815 год), шевалье (1811 год), виконт (1821 год), участник революционных и наполеоновских войн.

## Биография
Родился в семье адвоката и королевского комиссара Жерара де Контамина (фр. Gérard de Contamine; 1720—1779) и его супруги Марии де Лас Пеньяс (фр. Marie Agnès de Las Penas; 1731—1786). Занимался математикой с двенадцати лет. Его старший брат Жедеон (фр. Gédéon de Contamine; 1764—1832) также дослужился до звания генерала.
В 1787 году вместе с другим старшим братом Огюстом (фр. Auguste de Contamine; 1771—1842) отправился в Голландию и 1 декабря 1788 года в возрасте 15 лет поступил на службу Республики Соединённых провинций прапорщиком немецкого Вюртембергского пехотного полка. 8 мая 1789 года получил звание младшего лейтенанта. В сентябре того же года направлен на Мыс Доброй Надежды. 31 июля 1792 года стал капитаном пехоты армии Голландской Индии. Служил на острове Ява и в Мадрасе. В июле 1794 года определён в инженерные части и 20 июля 1796 года попал в плен к англичанам при капитуляции Цейлона и провёл несколько лет на Мадрасе в качестве военнопленного.
27 марта 1802 года получил свободу. По возвращении ему пришлось провести три месяца на острове Святой Елены, и он воспользовался этим, чтобы нанести на карту остров и незаметно узнать о его ресурсах и средствах защиты. Написал письмо Наполеону с планом действий против английского судоходства в районе острова Святая Елена. В октябре 1804 года был вызван в Париж. 20 декабря 1804 года произведён в полковники штаба. В апреле 1805 года получил должность начальника штаба экспедиционного корпуса генерала Лористона, собранного в Тулоне и предназначенного для отправления на Мартинику в составе эскадры адмирала Вильнёва. Принимал участие в штурме и захвате 31 мая 1805 года «Алмазной скалы» и в морском сражении 22 июля 1805 года против британской эскадры адмирала Колдера у Мыса Финистерре. 21 октября 1805 года ранен и захвачен в плен при капитуляции флагманского 86-пушечного линейного корабля «Бюсантор» в сражении при Трафальгаре. 30 ноября 1805 года был освобождён в процессе обмена военнопленными.
25 февраля 1809 года перешёл на французскую службу в звании полковника штаба и был определён в состав Итальянской армии. Участвовал в Австрийской кампании 1809 года в качестве начальника штаба дивизии Дюрютта. 14 июня 1809 года ранен в сражении при Раабе. 3 сентября 1809 года стал начальником штаба 4-го корпуса маршала Массена Армии Германии. 25 июля 1810 года занял должность начальника штаба дивизии генерала Молитора в Ганзейских городах. 1 января 1811 года переведён начальником штаба в 17-й военный округ в Амстердаме. 23 января 1813 года – начальник штаба 1-й пехотной дивизии Рейнского наблюдательного корпуса. 12 марта 1813 года назначен начальником штаба 8-й пехотной дивизии 3-го корпуса маршала Нея Великой Армии и принял участие в Саксонской кампании. Был ранен при Лютцене и Лейпциге. 21 ноября 1813 года – начальник штаба 3-й дивизии тяжёлой кавалерии генерала Бриша 1-го кавалерийского корпуса. 19 февраля 1814 года стал начальником штаба 4-й дивизии тяжёлой кавалерии генерала Леритье 5-го кавалерийского корпуса.
При первой Реставрации оставался с 1 мая 1814 года без служебного назначения. 8 февраля 1815 года произведён королём Людовиком XVIII в лагерные маршалы. Во время «Ста дней» присоединился к Наполеону и 18 июня был утверждён в чине генерала. Принимал участие в обороне Парижа. В 1816 году назначен генеральным инспектором пехоты. 30 августа 1821 года женился на Луизе Гер де Монрозье (фр. Louise Henriette Guers de Montrozier; 1792—1828), от которой имел троих детей. 1 июня 1835 года вышел в отставку. Умер 30 ноября 1852 года в Нёйи-сюр-Сене в возрасте 79 лет.

## Титулы
- Шевалье Контамин и Империи (фр. chevalier Contamine et de l'Empire; декрет от 15 августа 1809 года, патент подтверждён 17 марта 1811 года в Париже)[2][3];
- Виконт Контамен (фр. vicomte de Contamine; декрет от 15 августа 1821 года, патент подтверждён 16 сентября 1821 года).

## Награды
Легионер ордена Почётного легиона (14 апреля 1813 года)
 Офицер ордена Почётного легиона (13 января 1814 года)
 Кавалер военного ордена Святого Людовика (17 января 1815 года)